# Gwigwi Mrwebi
Gwigwi Mrwebi, pseudonimo di Benjo Mrwebi, noto anche come Benni Mrwebi o Bra Gwigwi (Johannesburg, 1936 – Boston, 1973), è stato un sassofonista e clarinettista sudafricano.

## Biografia
Musicista autodidatta, fu la prima persona di colore a dirigere in Sudafrica una big band (gli Harlem Swingsters, formata da quattordici membri), nei primi anni cinquanta.
Fu anche tra i fondatori, nel 1953, della Union of South African Artists ('Unione degli artisti sudafricani'), organizzazione che proteggeva diritti e royalties degli artisti. Nello stesso periodo si occupò di distribuzione per la rivista Drum.
Fece parte, lungo gli anni cinquanta, di numerose band locali ed internazionali, tra cui The Jazz Maniacs, The Harlem Swingsters, The Three Jazzolomos.
Negli anni sessanta, fece parte dei Jazz Dazzlers. Il gruppo era precedentemente noto come The Shanty Town Sextet e fu poi ribattezzato in occasione dell'ingresso di alcuni musicisti, tra cui Mrwebi, Hugh Masekela e altri. I Dazzlers si misero in evidenza come gruppo di supporto di vari gruppi, tra cui i Manhattans. Furono inoltre il nucleo del gruppo di musicisti che mise in scena il musical sudafricano King Kong: An African Jazz Opera (1959), per il quale eseguirono gran parte della musica. King Kong ebbe un grande successo in Sudafrica, tanto da destare l'interesse di impresari britannici. Fu così che Mrwebi mosse verso Londra, come clarinettista e interprete (nel ruolo di narratore) del musical, che debuttò nella capitale britannica nel febbraio del 1961. Per sfuggire al regime dell'apartheid, alla fine della tournée decise di rimanere a Londra.
Nel gennaio del 1967 fu registrato Kwela, a nome della Gwigwi's Band (composta da Mrwebi e Dudu Pukwana al sax alto, Ronnie Beer al sax tenore, Coleridge Goode al contrabbasso, Laurie Allan alla batteria e Chris McGregor al pianoforte). L'album fu registrato al Trascription Centre di Dennis Duerden e pubblicato dall'etichetta 77 Records di Doug Dobell. Originariamente doveva intitolatsi Mbaqanga Songs, ma il titolo dovette sembrare troppo ostico per il pubblico britannico e si optò per Kwela, che richiamava l'omonimo genere musicale sudafricano (kwela in lingua xhosa significa 'dimenarsi').
Mrwebi ottenne poi una borsa di studio per il Berklee College of Music di Boston. La borsa era offerta dalla Chisa Records, casa di produzione fondata a Los Angeles nel 1966 da Stewart Levine e Hugh Masekela per offrire visibilità internazionale a musicisti africani.
Mrwebi morì per un attacco di cuore a Boston, verso la fine del 1973.

## Omaggi
- A Johannesburg gli è stata dedicata una strada (precedentemente Pim street), nel sobborgo di Newtown, area storicamente rilevante per il fiorire di arte e musica ai tempi di Mrwebi.[6][1]

## Curiosità
- Gwigwi Mrwebi è apparso nella parte del servitore in On the March to the Sea, play di Gore Vidal trasmessa nel 1966 dalla BBC per la serie antologica Theatre 625.